# 芒齿黄耆
芒齿黄芪（学名：Phyllolobium dolichochaete）是豆科蔓黄芪属的植物，为中国的特有植物。生长于海拔3,000米至3,700米的地区，常生于开阔山地牧场上以及林下。

## 分布
本種分布于中国的云南西北部、西藏、四川西部。

## 棲息地
生于海拔3000-3300米的草坡、草地及灌丛中。

## 同物異名
下表列出本種的同物異名：
- Astragalus albidoflavus K. T. Fu
- Astragalus dolichochaete Diels